# Isaac Sarrabat
Pour les articles homonymes, voir Sarrabat.
Isaac Sarrabat, né aux Andelys en 1667, baptisé le 12 décembre 1669, mort après 1701, est un dessinateur, graveur en manière noire et éditeur français.
D’une famille d’artistes qui reconnaissait pour chef, au commencement du XVIIe siècle, Jean Sarrabat, horloger à Tours, Sarrabat s’adonne à la gravure et se fait avantageusement connaître dans les arts comme dessinateur et graveur à la manière noire.

## Œuvres

### Portraits
- Jacques-Bénigne Bossuet, évêque de Meaux ;
- Pierre du Cambout, cardinal de Coislin ;
- Jean-Hervé Bazan de Flamanville, évêque de Perpignan, 1701 ;
- Gaston-Jean-Baptiste Choiseul, marquis de Praslin, 1695 ; tous quatre d’après Hyacinthe Rigaud ;On connaît quatre états de cette dernière planche; dans l’une, la tête de Choiseul a été remplacée par celle de grand dauphin, fils de Louis XIV, 1700.
- Alexandre Boudan, imprimeur du roi pour les tailles douces, d’après Claude Lefèbvre ;
- Antoine Coypel, peintre, d’après T. Netscher ;
- Étienne Gontrel, graveur au burin, d’après Nicolas de Largillierre ;
- Melle Blancheau, tenant une palette et des pinceaux, d’après Santerre ;
- Louis Phélypeaux de Pontchartrain, chancelier de France, d’après Cavin ;
- Remond, avocat en parlement, d’après Langlois ;
- Pierre de La Roche, mousquetaire du roi, d’après Robert Tournières ;On voit le portrait du peintre représenté dans son atelier.
- Élisabeth de Jésus, religieuse carmélite, d’après Herluyson ;
- Philippe V, roi d’Espagne ;
- François d’Harcourt, marquis de Beuvron ;
- François Rabelais ;
- Héraclite, d’après Michel Corneille l'Ancien.

### Gravures de tableaux de genre ou d’histoire
- La Résurrection, d’après Antoine Coypel ;
- La Vierge et l’enfant Jésus ;
- La Nativité ; d’après Herluyson
- Sainte-Cécile, également d’après Herluyson ;
- Le Bénédicité, d’après Charles Le Brun ;
- Capucin confessant un prisonnier ;
- Capucin confessant une prisonnière ;
- Fumeurs et buveurs à une fenêtre ;
- Le Médecin aux urines ;
- Le Buveur, ces cinq derniers, d’après Nicolas Walraven van Haeften ;
- La Déclaration d’amour, d’après Teniers ;
- Le Médecin de village, d’après H. Kerck ;
- La Cuisinière hollandaise, d’après Gérard Dou ;
- Les Châteaux et capucins de cartes, d’après Christophe ;
- Pan et Syrinx, d’après Claude Gillot.

## Sources
- Ambroise Firmin-Didot, Les Graveurs de portraits en France, t. 3, Paris, A. Franck, 1870, p. 246-7.
- E. Haag, La France protestante, t. ix, Paris, Joël Cherbuliez, 1846, p. 137.